# Saturn Ion
Saturn Ion — компактный автомобиль, производившийся с 2002 по 29 марта 2007 года подразделением Saturn компании General Motors.

## История
Впервые Saturn Ion был представлен в 2002 году на Нью-Йоркском международном автосалоне. Он оснащался 2,2-литровым рядным четырёхцилиндровым бензиновым двигателем Ecotec с клапанным механизмом DOHC. Продажи седана начались в середине октября 2002 года, а купе — в начале 2003 года. Приборная панель расположена в верхней части центральной консоли.
Saturn Ion выпускался в комплектациях Level 1, Level 2, Level 3 и Red Line. Купе имеет заднепетельные двери.
Saturn Ion оснащался пятиступенчатой механической трансмиссией Getrag F23, либо пятиступенчатой автоматической трансмиссией Aisin AF23. Купе оснащались бесступенчатой трансмиссией.
В 2004 году усилитель руля был перекалиброван, а материалы интерьера были модернизированы. Также появились новые звуковые системы.
В 2005 году производство пятиступенчатой автоматической и бесступенчатой трансмиссий было остановлено. Вместо них на Saturn Ion устанавливалась четырёхступенчатая автоматическая трансмиссия GM 4T45-E. Комплектации Level 2 и Level 3 получили радиоприёмник, обеспечивающий воспроизведение MP3.
В 2006 году в моторную гамму четырёхцилиндровый двигатель объёмом 2,4 л, мощностью 127 кВт (170 л. с.) и крутящим моментом 220 Н⋅м.
В 2007 году мощность 2,2-литрового двигателя была увеличена со 104 кВт (140 л. с.) до 108 кВт (145 л. с.) при 5600 об/мин, а крутящий момент был увеличен со 197 Н⋅м до 203 Н⋅м при 4200 об/мин. Мощность 2,4-литрового двигателя была увеличена до 130 кВт (175 л. с.) при 6500 об/мин, а крутящий момент — до 222 Н⋅м при 4800 об/мин.
Спортивный автомобиль Saturn Ion Red Line Edition, выпускавшийся с 2004 по 2007 год, оснащался 2,0-литровым двигателем мощностью 176—180 кВт (236—241 л. с.) и крутящим моментом 278—296 Н⋅м.

## Производственные показатели Saturn Ion Red Line
| Цвет       | 2004 | 2005 | 2006 | 2007 | Всего |
| ---------- | ---- | ---- | ---- | ---- | ----- |
| Серебряный | 831  | 353  | 274  | 131  | 1589  |
| Красный    | 0    | 286  | 260  | 116  | 662   |
| Синий      | 783  | 478  | 189  | 134  | 1584  |
| Чёрный     | 1012 | 395  | 406  | 173  | 1986  |
| Всего      | 2626 | 1512 | 1135 | 554  | 5827  |
| Comp. Pkg. | 0    | 118  | 641  | 337  | 1096  |

## Галерея

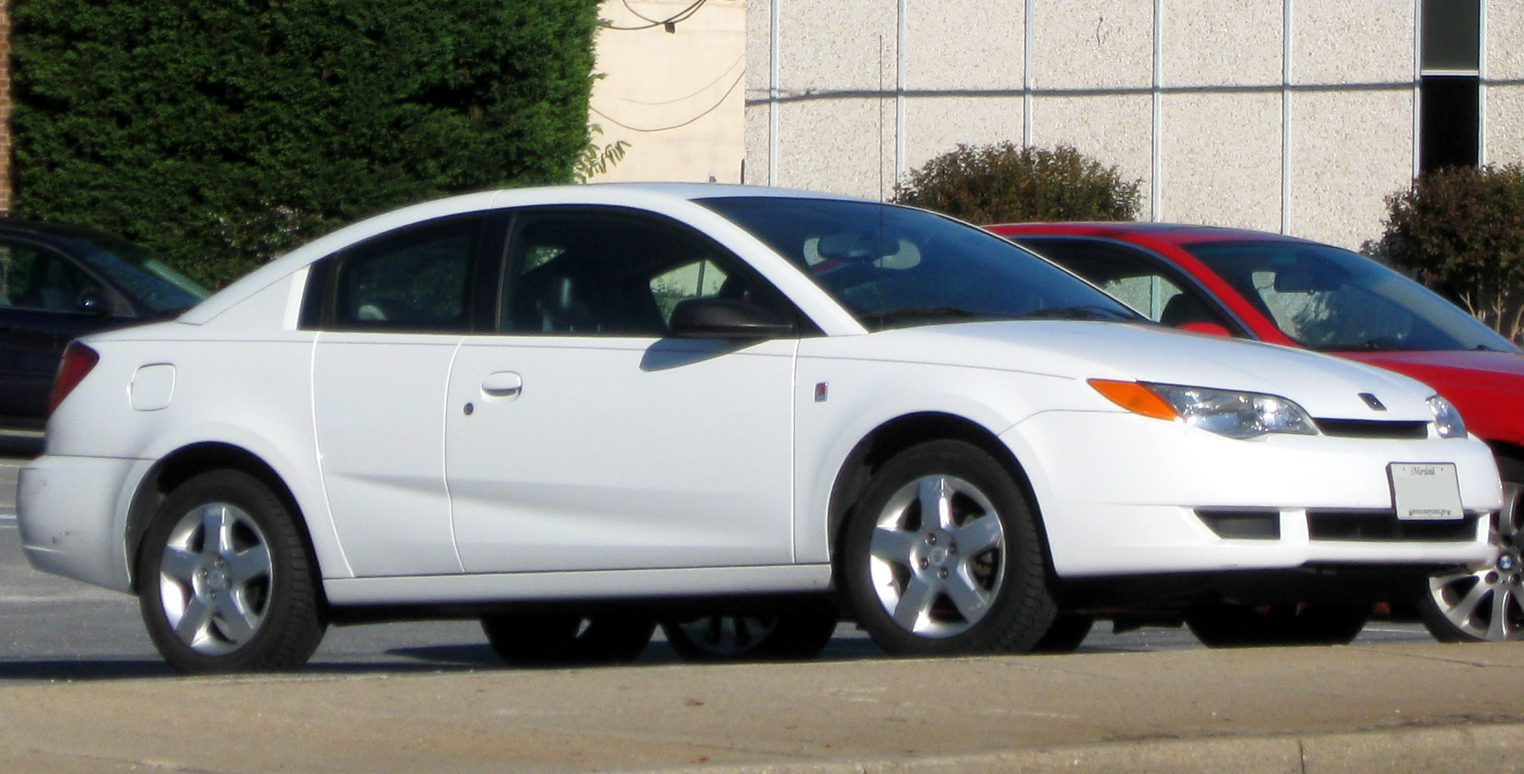
2005—2007 Saturn Ion
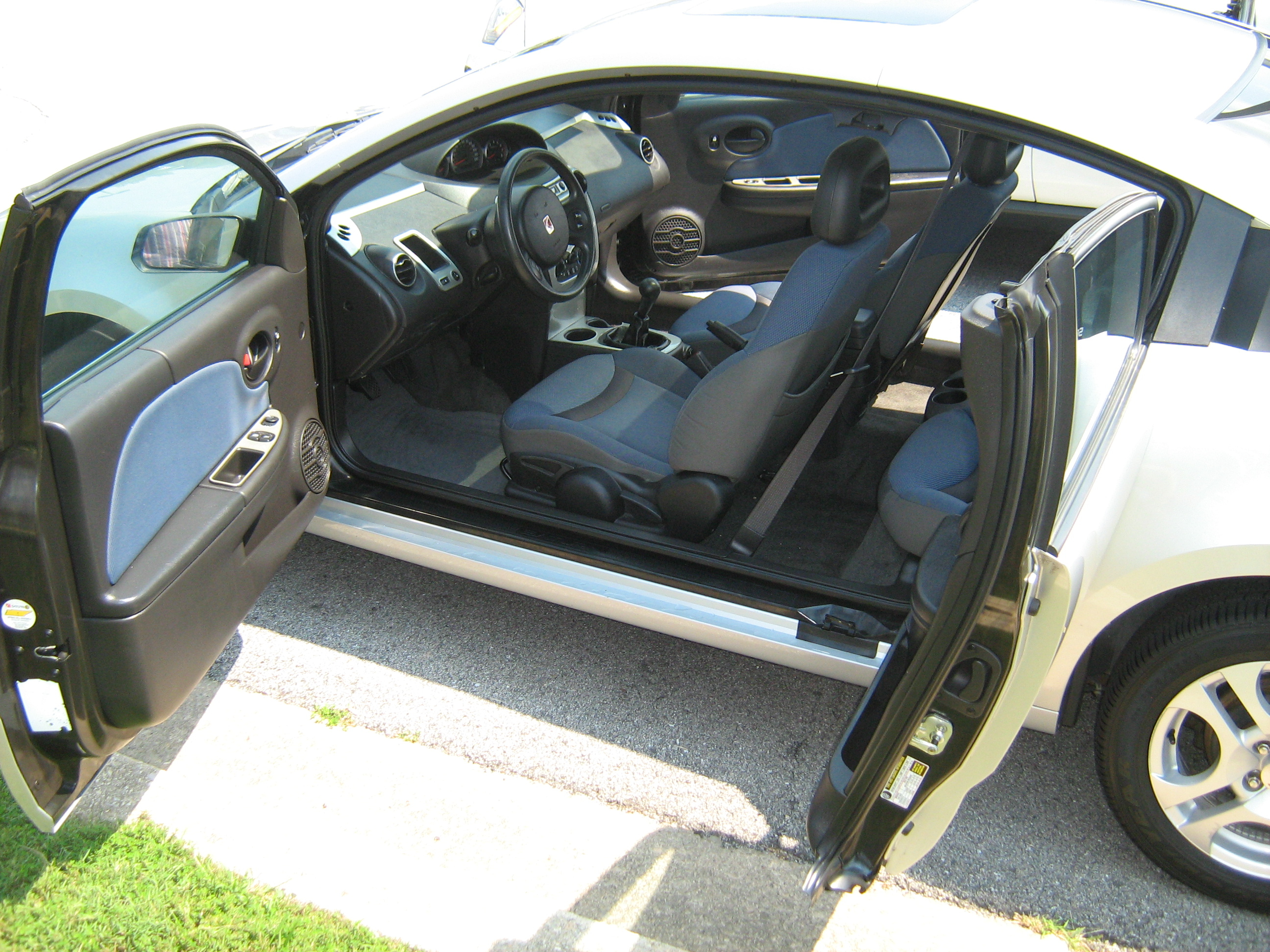
Заднепетельные двери
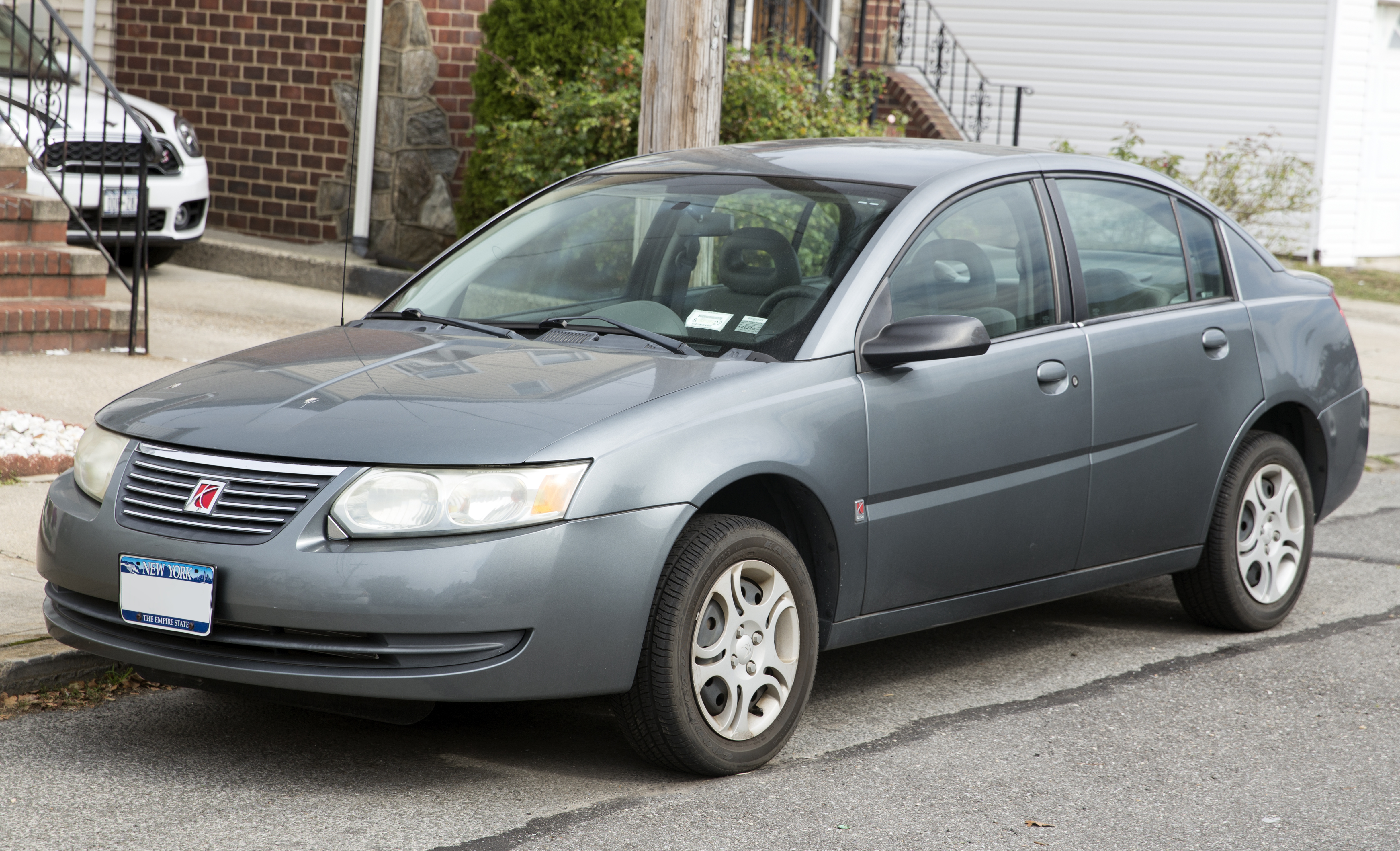
2005 Saturn Ion
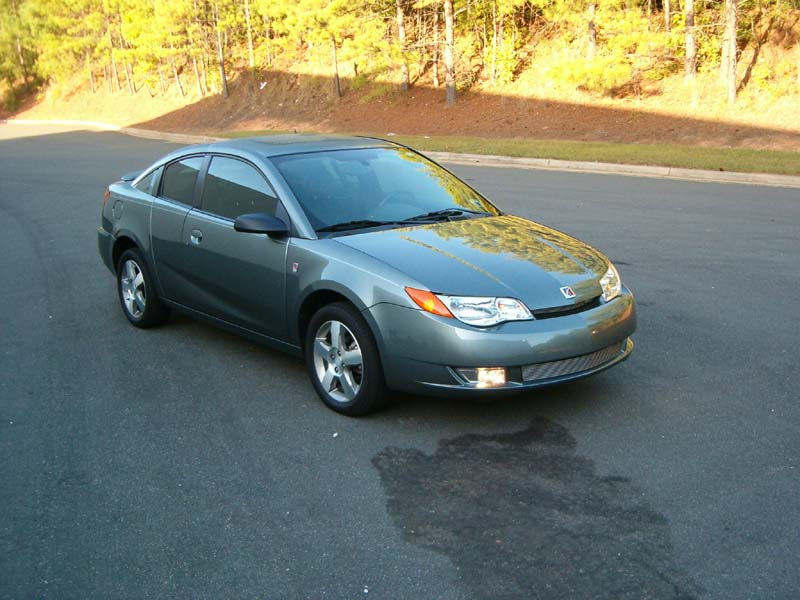
2007 Saturn Ion 3 Quad Coupe
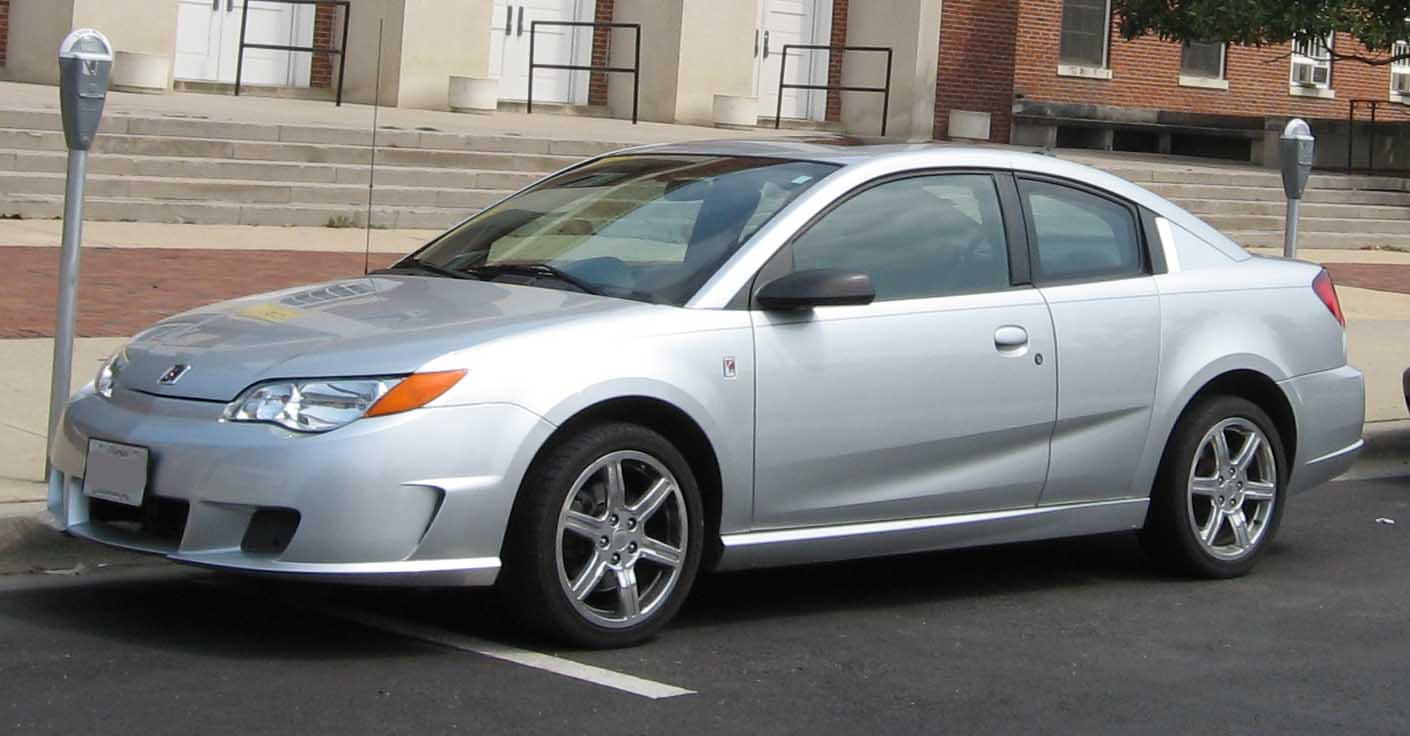
Saturn Ion Red Line
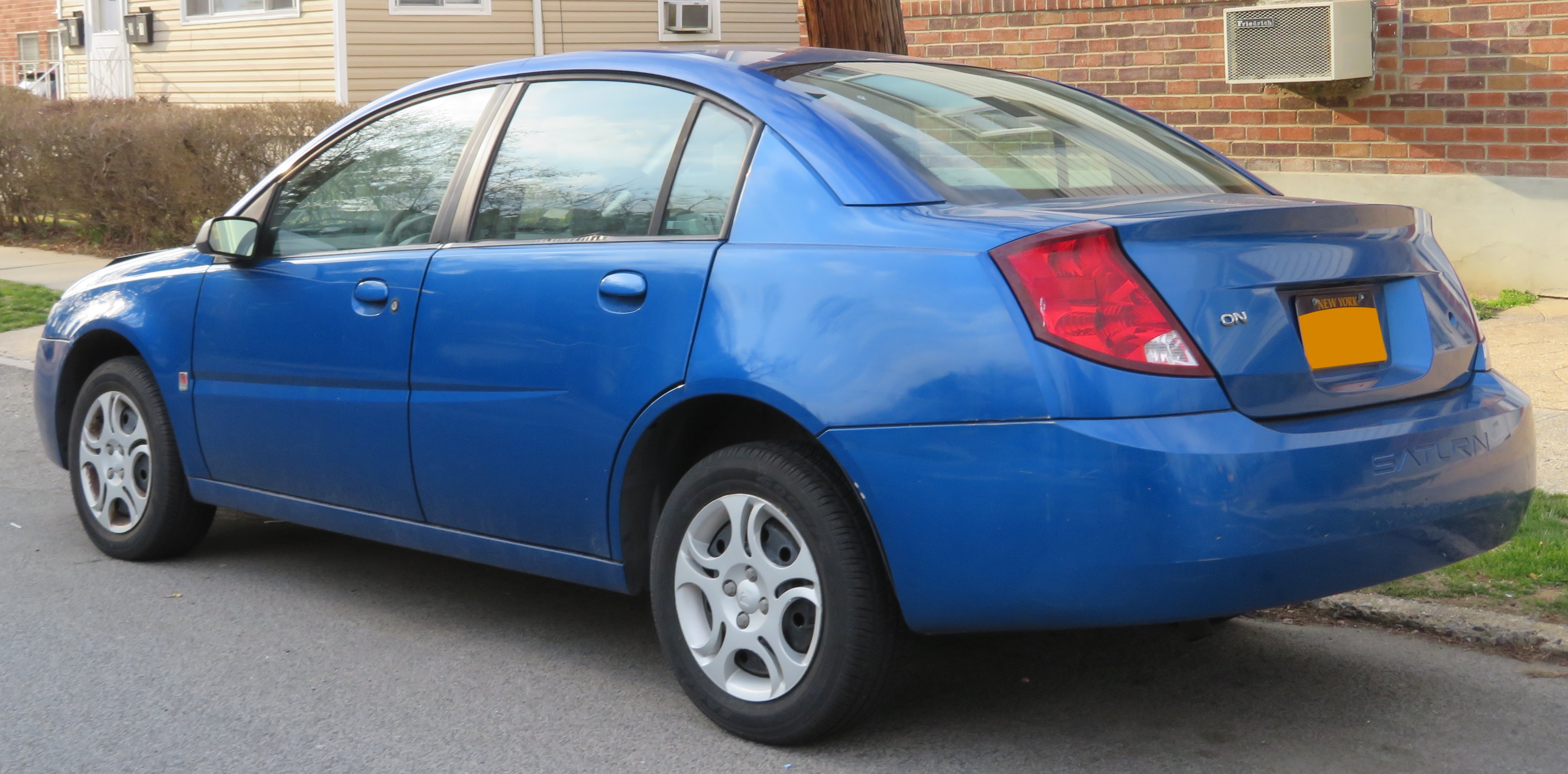
Вид сзади